# Attentat au gaz sarin de Matsumoto
L'attentat au gaz sarin de Matsumoto est une tentative de magnicide perpétré par des membres de la secte Aum Shinrikyō à Matsumoto, dans la préfecture de Nagano, durant la nuit du 27 juin 1994. Huit personnes sont tuées, et plus de 500 personnes sont blessés par du sarin sous forme d'aérosol diffusé depuis un camion de réfrigération trafiqué dans la région de Kaichi Heights. L'attaque a lieu neuf mois avant l'attentat au gaz sarin dans le métro de Tokyo.

## Attaque au sarin

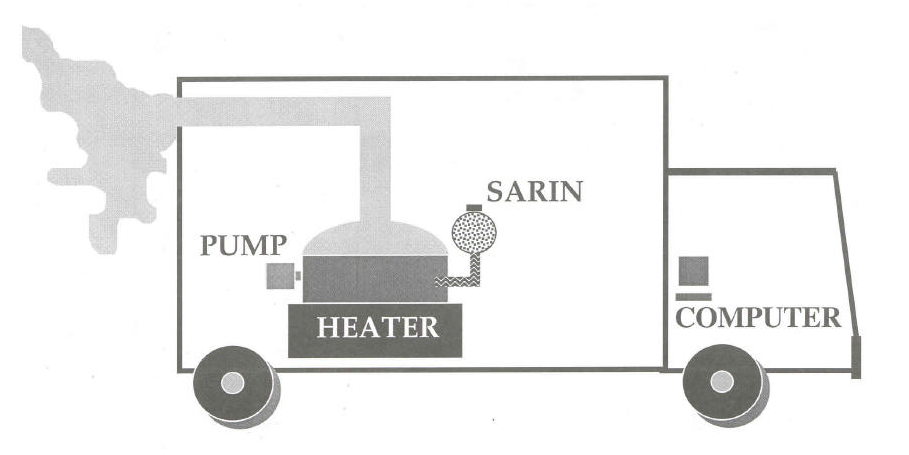
Le sarin liquide est chauffé avant d'être pompé vers l'extérieur du véhicule.

L’attaque au sarin s’est produite dans un quartier résidentiel calme de la ville de Matsumoto, dans la préfecture de Nagano. Aum Shinrikyō avait deux buts : attaquer trois juges qui surveillaient un procès concernant un litige immobilier qui devait aller à l'encontre du culte, et tester l'efficacité de son sarin — que le culte fabriquait dans l'une de ses installations — en tant qu'arme de meurtre de masse. Les citoyens de Matsumoto avaient irrité le fondateur de la secte, Shōkō Asahara, en s’opposant vigoureusement à son projet de créer un bureau et une usine dans le sud de la ville. Les opposants au plan ont rassemblé 140 000 signatures lors d'une pétition anti-Aum Shinrikyō, soit 70% de la population de la ville à cette époque.
Le plan initial du culte qui consistait à libérer l'aérosol dans le palais de justice de Matsumoto a été modifié lorsque les membres du culte sont arrivés dans la ville après la fermeture du bâtiment. Les membres de la secte ont décidé de cibler un immeuble de trois étages dans lequel les juges de la ville résidaient. À 22 h 40, des membres d'Aum Shinrikyō ont utilisé un camion frigorifique trafiqué pour libérer un nuage de sarin flottant près du domicile des juges. L'espace de chargement du camion contenait un engin de chauffage spécialement conçu pour transformer 12 litres de sarin liquide en aérosol et des ventilateurs pour diffuser l'aérosol dans le voisinage des juges.
À 23 h 30, la police de Matsumoto reçoit un rapport urgent des ambulanciers paramédicaux selon lequel plusieurs blessés seraient transportés à l'hôpital. Les patients souffraient d'une perte de la vision, de douleurs aux yeux, de maux de tête, de nausées, de diarrhée, de myosis et d'un engourdissement des mains. Certaines victimes ont raconté avoir vu un brouillard flotter avec une odeur âcre et irritante. Au total, 274 personnes sont traitées. Cinq résidents décédés ont été découverts dans leurs appartements et deux sont décédés à l'hôpital immédiatement après leur admission. Une huitième victime, Sumiko Kono, est restée dans le coma pendant 14 ans et est décédée en 2008.
Le lendemain de l'attaque, des poissons morts sont trouvés dans un étang près de la scène. Les corps de chiens, d'oiseaux et un grand nombre de chenilles sont retrouvés dans la région. L'herbe et les arbres sont fanés et les feuilles des arbres décolorées. Presque toutes les victimes avaient été découvertes dans un rayon de 150 mètres du centre, près de l'étang. Des personnes proches de fenêtres ouvertes ou dans des pièces climatisées avaient été exposées à l’aérosol. Une enquête médico-légale utilisant la chromatographie en phase gazeuse-spectrométrie de masse a révélé que le poison était du sarin, un agent neurotoxique.
Yutaka Kobayashi, un salaryman âgé de 23 ans, et Mii Yasumoto, une étudiante en médecine de 29 ans, font partie des victimes.

## Investigation
En septembre 1994, deux lettres anonymes envoyés aux plus grands médias japonais implique Aum Shinrikyō. Elles affirment que la secte est à l'origine de l'attaque et elles disaient que « Matsumoto était vraiment une expérimentation. Le résultat de cette expérience dans un espace découvert : sept morts, plus de 200 blessés. Si le sarin est libéré dans un espace clos, disons dans un métro bondé, il est facile d'imaginer une catastrophe massive. ».
Après l'incident, la police concentre son enquête sur Yoshiyuki Kōno, dont l'épouse était une victime plongée dans le coma par l'aérosol. On a découvert que Kōno avait stocké une grande quantité de pesticides dans sa résidence. Bien que le sarin ne puisse pas être fabriqué à partir de pesticides, Keiichi Tsuneishi, un historien japonais, a prétendu que l'agent neurotoxique était synthétisable à partir de pesticides organophosphorés, et que Kōno était surnommé par certains médias « l'homme au gaz toxique » et recevait des courriers haineux, menaces de mort et une pression légale intense. Une fois la vérité connue, tous les principaux journaux japonais ont présenté des excuses à Kōno, y compris ceux qui ne l'avaient pas désigné comme suspect.
Après l'attaque du métro de Tokyo en 1995, le culte Aum Shinrikyō devient responsable. Le chef de la police, au nom du département de la police et des médias, s’excuse publiquement auprès de Kōno. Sa femme s'est réveillée plus tard du coma, mais sans retrouver l'usage de la parole et en restant paralysée. Elle décède en 2008,.
Plusieurs membres d'Aum Shinrikyō ont été reconnus coupables d'avoir présidé les deux attaques. Ensemble, les attaques ont entraîné 21 décès et des milliers d'hospitalisations et de traitements ambulatoires. Le principal motif de l'incident de Matsumoto était de tuer les juges chargés des accusations de fraude contre Aum, portés par des propriétaires terriens à Matsumoto, afin d'empêcher le tribunal de publier le verdict prévu.